# Howard H. Aiken
Howard H. Aiken (anglès: Howard Hathaway Aiken)  (Hoboken, 8 de març de 1900 - Saint Louis, 14 de març de 1973) va ser un físic i un pioner de la informàtica. És conegut per ser un dels enginyers principals de l'ordinador Harvard Mark I d'IBM.

## Carrera professional
Aiken va estudiar a la Universitat de Wisconsin-Madison i més tard va obtenir el doctorat en Física a la Universitat Harvard, el 1939. Durant aquesta etapa va trobar equacions diferencials que només podia resoldre numèricament. Va idear un dispositiu electromecànic de computació que podia fer molta de la feina que d'altra manera havia de fer ell mateix. Aquest ordinador va ser inicialment anomenat ASCC (Automatic Sequence Controlled Calculator) i posteriorment Harvard Mark I. La màquina es va acabar construint i instal·lant a Harvard el febrer de 1944 gràcies als recursos econòmics d'IBM. Més endavant es van unir al projecte els programadors Richard Milton Bloch, Robert Campbell i Grace Hopper. El 1947, Aiken va completar el seu treball amb el Harvard Mark II. Va continuar el seu treball amb el Harvard Mark III i el Harvard Mark IV. El Mark III utilitzava alguns components electrònics i el Mark IV era completament electrònic. Tant el Mark III com el Mark IV usaven memòria de tambor i el Mark IV també tenia una memòria de nucli magnètic.
Aiken es va inspirar en la Màquina diferencial de Charles Babbage.
Aiken va obtenir diversos títols honorífics de la Universitat de Wisconsin, Wayne State i Technische Hochschule, Darmstadt. Va ser elegit membre de l'Acadèmia Americana de les Arts i les Ciències el 1947. Pel que fa a premis obtinguts, van ser els següents:
- El premi University of Wisconsin–Madison College of Engineering Engineers Day, el 1958.
- El premi Harry H. Goode Memorial, el 1964.
- La Medalla John Price Wetherill, el 1964.
- Medalla Edison IEEE de l'IEEE per «Una meritòria carrera de contribucions pioneres al desenvolupament i l'aplicació d'ordinadors digitals de gran escala i importants contribucions a l'educació en el camp dels ordinadors digitals».

A més del seu treball en la sèrie dels Mark, una altra contribució important d'Aiken va ser la introducció d'un programa de màster per les Ciències de la computació a Harvard el 1947, gairebé una dècada abans que els programes comencessin a aparèixer a altres universitats. Aquest fet va marcar una generació de futurs científics de la computació, molts dels quals van fer la dissertació doctoral sota la tutela d'Aiken.

## Biografia
Aiken es va casar tres vegades: amb Louise Manchill, amb Agnes Montgomery, i amb Mary McFarland. Va tenir dues filles: Rachel Ann, del seu primer matrimoni, i Elizabeth (Betsy) del seu segon matrimoni.
Aiken va ser també oficial a la Reserva de la Marina Estatunidenca.
Després de retirar-se als 60 anys a Fort Lauderdale, Florida, Aiken va continuar fent noves contribucions tecnològiques. Va fundar Howard Aiken Industries Incorporated, una empresa consultora que ajudava altres empreses en fallida a recuperar-se. Durant els anys a Florida, va accedir al càrrec de professor honorífic d'Informàtica a la Universitat de Miami. A més, Aiken va treballar de consultor per a diverses empreses com Lockheed Martin i Monsanto Company. El 14 de març de 1973, Aiken va morir durant un viatge de negocis a Saint Louis, Missouri. La seva vídua va morir el 2013.